# Cuballing
Cuballing – miasto w Australii, w stanie Australia Zachodnia.